# Вальд (Берн)
Вальд (нім. Wald BE) — громада  в Швейцарії в кантоні Берн, адміністративний округ Берн-Міттельланд.

## Географія
Громада розташована на відстані близько 8 км на південь від Берна.
Вальд має площу 13,3 км², з яких на 6,2% дозволяється будівництво (житлове та будівництво доріг), 74,6% використовуються в сільськогосподарських цілях, 19,2% зайнято лісами, 0% не є продуктивними (річки, льодовики або гори).

## Демографія
2019 року в громаді мешкало 1174 особи (-0,1% порівняно з 2010 роком), іноземців було 6,6%. Густота населення становила 88 осіб/км².
За віковим діапазоном населення розподілялося таким чином: 19,5% — особи молодші 20 років, 57,1% — особи у віці 20—64 років, 23,4% — особи у віці 65 років та старші. Було 512 помешкань (у середньому 2,3 особи в помешканні).
Із загальної кількості 615 працюючих 150 було зайнятих в первинному секторі, 30 — в обробній промисловості, 435 — в галузі послуг.